# Ал Дафра
Ал Дафра е футболен клуб от Мадинат Зайед, ОАЕ. От сезон 2020–21 се състезава в Професионална лига на ОАЕ. 

## История
Клубът е създаден през 2000 г. и става първия и единствен отбор от западната част на страната. В по-голямата част от историята си, клубът е смятан за полупрофесионален, но през 2020 г. става професионален и получава право да играе в азиатските клубни турнири. Клубът има два финала за Купата на Президента на ОАЕ през сезон 2018-19 и 2019-20. 
В началото на 2023 г. Георги Миланов става първият българин, който играе за клуба.

## Български футболисти
- Георги Миланов: 2023 (14 мача - 0 гола)